# Richardsiella
Richardsiella là một chi thực vật có hoa trong họ Hòa thảo (Poaceae).

## Loài
Chi Richardsiella gồm các loài: